# 国家工场

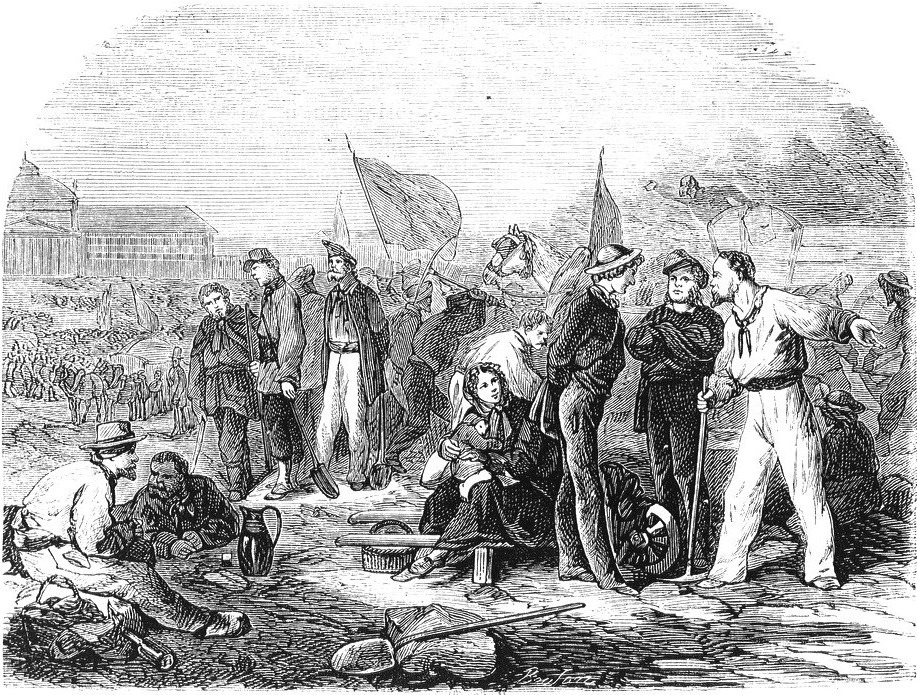
巴黎战神广场的国家工场（塞萨尔·布顿绘制的版画）

国家工场（法語：Ateliers Nationaux）是1848年法国二月革命后，在法兰西第二共和国临时政府国务部长、社会主义活动家路易·布朗倡议下，临时政府设立的一种劳动工场，由公共工程部长皮埃尔·马里·德·圣乔治主持。1848年3月初起，国家工场陆续在巴黎、里昂、鲁昂等城市设立，截至6月中旬，共接纳失业工人12万人次。工人不分原有职业和技能，统一从事植树、铺路、挖土、筑墙等工作。国家工场实行半军事化管理，每人每日工资为2法郎，星期日减半。6月21日，接替临时政府行使职权的执行委员会宣布解散国家工场，并规定对拒不服从者可动用武力，由此引发巴黎工人六月起义。